# Cephalopholis microprion
Cephalopholis microprion, còn được gọi là cá mú chấm đầu trong tiếng Việt, là một loài cá biển thuộc chi Cephalopholis trong họ Cá mú. Loài này được mô tả lần đầu tiên vào năm 1852.

## Từ nguyên
Từ định danh được ghép bởi hai âm tiết trong tiếng Hy Lạp cổ đại: mikrós (μικρός; "nhỏ") và príōn (πρίων; "lưỡi cưa"), hàm ý đề cập đến răng cưa nhỏ ở rìa sau nắp mang của loài cá này.

## Phạm vi phân bố và môi trường sống
C. microprion có phân bố tập trung ở vùng biển các nước Đông Nam Á, từ biển Andaman trải dài về phía đông đến đảo New Guinea, quần đảo Solomon, Palau và Vanuatu, giới hạn phía nam đến rạn san hô Great Barrier, đảo Lord Howe (Úc) và Nouvelle-Calédonie. Tại Việt Nam, C. microprion mới chỉ được ghi nhận tại quần đảo Cát Bà và quần đảo Trường Sa.
C. microprion ưa sống ở khu vực mặt bằng rạn, đầm phá, thường trên nền đáy bùn ở độ sâu đến ít nhất là 52 m.

## Mô tả
Chiều dài cơ thể lớn nhất được ghi nhận ở C. microprion là 25 cm. Thân có màu nâu đen (đôi khi xuất hiện các dải sọc sẫm). Đầu và thân trước có nhiều chấm xanh lam viền đen. Các vây sẫm màu hơn thân và có viền xanh xám ở vây lưng, vây hậu môn và vây đuôi. Nửa thân sau của cá con có màu vàng nhạt.
Số gai ở vây lưng: 9; Số tia vây ở vây lưng: 15–16; Số gai ở vây hậu môn: 3; Số tia vây ở vây hậu môn: 8; Số tia vây ở vây ngực: 15–16; Số vảy đường bên: 46–50.

## Sinh học
Thức ăn của cá mú rạn gồm những loài cá nhỏ hơn và động vật giáp xác.

## Thương mại
Do kích thước nhỏ mà C. microprion không phải loài được nhắm mục tiêu trong ngành ngư nghiệp, chủ yếu được đánh bắt tình cờ.